# Campionati del mondo di ciclismo su pista - Velocità a squadre femminile
La velocità a squadre femminile è una delle prove inserite nel programma dei campionati del mondo di ciclismo su pista. Si tiene dall'edizione 2007.
Dall'edizione 2021 la prova è disputata tra squadre di tre atlete sulla distanza di 750 m, in precedenza veniva disputata tra squadre di due atlete sulla distanza di 500 m

## Albo d'oro
Aggiornato all'edizione 2024.
| Anno | Vincitrici                                                | Seconde                                                                                 | Terze                                                                         |
| ---- | --------------------------------------------------------- | --------------------------------------------------------------------------------------- | ----------------------------------------------------------------------------- |
| 2007 | Gran Bretagna Victoria Pendleton Shanaze Reade            | Paesi Bassi Yvonne Hijgenaar Willy Kanis                                                | Australia Kristine Bayley Anna Meares                                         |
| 2008 | Gran Bretagna Victoria Pendleton Shanaze Reade            | Cina Gong Jinjie Zheng Lulu                                                             | Germania Dana Goss Miriam Welte                                               |
| 2009 | Australia Kaarle McCulloch Anna Meares                    | Gran Bretagna Victoria Pendleton Shanaze Reade                                          | Lituania Gintarė Gaivenytė Simona Krupeckaitė                                 |
| 2010 | Australia Kaarle McCulloch Anna Meares                    | Cina Gong Jinjie Lin Junhong                                                            | Lituania Gintarė Gaivenytė Simona Krupeckaitė                                 |
| 2011 | Australia Kaarle McCulloch Anna Meares                    | Gran Bretagna Victoria Pendleton Jessica Varnish                                        | Cina Gong Jinjie Guo Shuang                                                   |
| 2012 | Germania Kristina Vogel Miriam Welte                      | Australia Kaarle McCulloch Anna Meares                                                  | Cina Gong Jinjie Guo Shuang                                                   |
| 2013 | Germania Kristina Vogel Miriam Welte                      | Cina Gong Jinjie Guo Shuang                                                             | Gran Bretagna Rebecca James Victoria Williamson                               |
| 2014 | Germania Kristina Vogel Miriam Welte                      | Cina Lin Junhong Zhong Tianshi                                                          | Gran Bretagna Rebecca James Jessica Varnish                                   |
| 2015 | Cina Gong Jinjie Zhong Tianshi                            | Russia Dar'ja Šmelëva Anastasija Vojnova                                                | Australia Kaarle McCulloch Anna Meares                                        |
| 2016 | Russia Dar'ja Šmelëva Anastasija Vojnova                  | Cina Gong Jinjie Zhong Tianshi                                                          | Germania Miriam Welte Kristina Vogel                                          |
| 2017 | Russia Dar'ja Šmelëva Anastasija Vojnova                  | Australia Kaarle McCulloch Anna Meares                                                  | Germania Miriam Welte Kristina Vogel                                          |
| 2018 | Germania Miriam Welte Kristina Vogel Pauline Grabosch     | Paesi Bassi Kyra Lamberink Shanne Braspennincx Laurine van Riessen Hetty van de Wouw    | Russia Dar'ja Šmelëva Anastasija Vojnova                                      |
| 2019 | Australia Kaarle McCulloch Stephanie Morton               | Russia Dar'ja Šmelëva Anastasija Vojnova                                                | Germania Miriam Welte Emma Hinze                                              |
| 2020 | Germania Lea Friedrich Pauline Grabosch Emma Hinze        | Australia Kaarle McCulloch Stephanie Morton                                             | Cina Chen Feifei Zhong Tianshi                                                |
| 2021 | Germania Lea Friedrich Pauline Grabosch Emma Hinze        | Fed. Ciclistica Russa Natal'ja Antonova Dar'ja Šmelëva Jana Tyščenko Anastasija Vojnova | Gran Bretagna Lauren Bate Sophie Capewell Blaine Ridge-Davis Millicent Tanner |
| 2022 | Germania Lea Friedrich Pauline Grabosch Emma Hinze        | Cina Bao Shanju Guo Yufang Yuan Liying                                                  | Gran Bretagna Lauren Bell Sophie Capewell Emma Finucane                       |
| 2023 | Germania Pauline Grabosch Emma Hinze Lea Friedrich        | Gran Bretagna Lauren Bell Sophie Capewell Emma Finucane                                 | Cina Guo Yufang Bao Shanju Yuan Liying                                        |
| 2024 | Gran Bretagna Katy Marchant Sophie Capewell Emma Finucane | Paesi Bassi Kimberly Kalee Hetty van de Wouw Steffie van der Peet Kyra Lamberink        | Australia Molly McGill Kristina Clonan Alessia McCaig                         |

## Medagliere
| Pos.   | Nazione               | Oro | Argento | Bronzo | Totale |
| ------ | --------------------- | --- | ------- | ------ | ------ |
| 1      | Germania              | 8   | 0       | 4      | 12     |
| 2      | Australia             | 4   | 3       | 3      | 10     |
| 3      | Gran Bretagna         | 3   | 3       | 4      | 10     |
| 4      | Russia                | 2   | 2       | 1      | 5      |
| 5      | Cina                  | 1   | 6       | 4      | 11     |
| 6      | Paesi Bassi           | 0   | 3       | 0      | 3      |
| 7      | Fed. Ciclistica Russa | 0   | 1       | 0      | 1      |
| 8      | Lituania              | 0   | 0       | 2      | 2      |
| Totale | Totale                | 16  | 16      | 16     | 48     |